# Читеквеле
Читекве́ле (англ. Chitekwele) — вища традиційна громада у складі дистрикту Лілонгве Центрального регіону Малаві.
Населення — 48604 особи (2018).